# 11967 Бойл
11967 Бойл (11967 Boyle) — астероїд головного поясу, відкритий 12 серпня 1994 року.
Тіссеранів параметр щодо Юпітера — 3,345.